# Magnus Westman
Paul Olof Magnus Westman (* 9. August 1966 in Själevad, Örnsköldsvik) ist ein ehemaliger schwedischer Skispringer.

## Werdegang
Sein internationales Debüt gab Westman am 30. Dezember 1986 im Rahmen der Vierschanzentournee 1986/87. Damit gab er zudem sein Debüt im Skisprung-Weltcup. Da er sich aber in keinem der Springen auf vorderen Rängen platzieren. In der Tournee-Gesamtwertung erreichte er Rang 93. Auch bei der folgenden Vierschanzentournee 1987/88 gelang ihm noch nicht der Durchbruch. Nach zwei Jahren internationaler Pause startete Westman in Harrachov, verpasste aber erneut die Punkteränge deutlich. Auch in Liberec und Zakopane sprang er der Weltspitze deutlich hinterher. Im März 1990 gelang ihm in seiner Heimatstadt Örnsköldsvik erstmals eine deutliche Verbesserung, auch wenn er als 32. erneut keine Punkte gewann.
Zu Beginn der Saison 1990/91 konnte Westman seine Leistungen weiter steigern. Nach Rang 58 in der Gesamtwertung der Vierschanzentournee 1990/91 verpasste er aber in den weiteren Weltcups auch weiter die Punkteränge. Im März 1991 scheiterte er in Lahti als 16. nur um einen Platz an den Punkterängen. Bis zum Ende der Saison konnte er sich in allen Springen unter den besten 30 platzieren. Beim Skifliegen in Planica erreichte er die Plätze 20 und 22. Nachdem ihm auch in der Saison 1991/92 im Weltcup keine Punkteplatzierung gelangen, startete er parallel im Skisprung-Continental-Cup, wo er in der Saison insgesamt 32 Punkte gewann und Rang 22 der Gesamtwertung belegte.
Bei den Olympischen Winterspielen 1992 in Albertville erreichte er von der Normalschanze punktgleich mit Jirō Kamiharako und Ted Langlois den 28. Platz. Von der Großschanze belegte er den 44. Platz. Gemeinsam mit Mikael Martinsson, Jan Boklöv und Staffan Tällberg landete er im Teamspringen auf dem neunten Rang. Am 20. März 1992 wurde Westman Zweiter beim Europacup-Springen im norwegischen Sprova und erreichte damit sein einziges Podestergebnis bei einem internationalen Wettkampf.
Auch im Weltcup konnte er von der Großschanze in Planica am Saisonende einen guten siebenten Platz erreichen. Jedoch konnte er sich auch weiter nicht im Einzelweltcup durchsetzen. Auch in der 1992/93 blieb er hinter den Punkterängen zurück. Im Continental Cup gelang ihm im Gegensatz dazu ein Punkterfolg und damit Rang 91 der Gesamtwertung.
Trotz das er zur Saison 1993/94 nicht im Weltcup startete und auch im Continental Cup nicht in die Punkteränge sprang, startete er bei den Olympischen Winterspielen 1994 in Lillehammer. Jedoch startete er nur von der Normalschanze und erreichte nur Rang 53. Nach den Spielen nahm Westman noch an zwei Weltcups teil, ohne sich jedoch qualifizieren zu können. Danach beendete er seine internationale Skisprungkarriere.
Westmans Tochter Frida nahm 2022 als erste Person aus Schweden seit ihrem Vater am olympischen Skispringen teil.

## Erfolge

### Vierschanzentournee-Platzierungen
| Saison  | Platz | Punkte |
| ------- | ----- | ------ |
| 1986/87 | 93.   | 216,3  |
| 1987/88 | 79.   | 280,4  |
| 1990/91 | 58.   | 191,7  |
| 1991/92 | 63.   | 157,4  |
| 1992/93 | 65.   | 132,0  |